# Curt Blachnitzky
Curt Blachnitzky, auch Kurt Blachy, gebürtig Kurt Walter Fritz Blachnitzky (* 19. Juli 1897 in Friedrichshütte, Oberschlesien; † 15. Oktober 1980 in Hamburg), war ein deutscher Filmregisseur, Schauspieler und Drehbuchautor.

## Leben
Der im Kreis Tarnowitz geborene Oberschlesier Blachnitzky besuchte das Realgymnasium und erhielt auf Wunsch seines Vaters eine Elektrikerausbildung. Noch vor seinem Kriegsdienst 1914–18 versuchte sich Blachnitzky als Theaterschauspieler – im Fach „jugendlicher Komiker“ – in der Provinz. In Berlin angekommen, knüpfte er bald Kontakt zum Film und gab 1922 seinen Einstand als Regisseur („Jolly Bill“-Serie). Blachnitzky machte sich vor allem einen Namen mit patriotischen Stoffe wie Des Königs Befehl und Bismarck 1862-1898, denen ein preußisch-nationalistischer Tenor zugrunde lag. Später führte er auch Regie bei Filmen anderer Genres.
Blachnitzky trat zum 1. Dezember 1932 der NSDAP bei (Mitgliedsnummer 1.400.480) und dann im März 1933 der NSBO und SA, in der er Oberscharführer war. Gleichwohl konnte er im nationalsozialistischen Deutschland nur noch eine Spielfilm-Inszenierung realisieren und verdingte sich in den 1930er Jahren überwiegend als Regisseur von Kurzfilmen und Regieassistent. Im Zweiten Weltkrieg nahezu durchgehend eingezogen – 1943 wurde er kurzzeitig als Bearbeiter des deutschen Textes eines ungarischen Filmes verpflichtet – diente Blachnitzky bei der Marine, zuletzt in Norwegen. Dort geriet er bei Kriegsende 1945 in britische Gefangenschaft und nahm im Lagertheater an Sketchen und Kabarettaufführungen teil.
Wieder in die Freiheit entlassen, übersiedelte Blachnitzky mit seiner Familie (vier Kinder) Ende Oktober 1946 nach Cuxhaven, wo er, gemeinsam mit einem Anwalt, ein eigenes, der Volkshochschule Cuxhaven angegliedertes Theater, Das Schauspiel, gründete und deren künstlerische Leitung übernahm. Er nannte sich fortan Kurt Blachy und führte überwiegend Regie, nahm aber auch immer wieder die eine oder andere Rolle an.
Seine Rückkehr zum Film läutete 1952 eine Produktion über die Segelflugweltmeisterschaften in Spanien ein. Daraufhin gründete Blachnitzky 1954 die eigene Produktionsfirma Kurt Blachy-Film, mit der er überwiegend Werbe- und Dokumentarfilme herstellte. Berufsbedingte Reisen führten ihn bis nach Indien. Seit 1955 in Hamburg ansässig, konzentrierte sich Blachnitzky in zunehmendem Maße auf seine Theaterarbeit und nahm Rollen an diversen hansestädtischen Bühnen (Junges Theater, theater 53, Peter Ahrweilers Kleine Komödie) an. Gastspiele führten ihn u. a. nach Ulm und Lüneburg, in letztgenannter Stadt inszenierte Blachy Molières Der Geizige und übernahm überdies die Titelrolle. In seinen späten Lebensjahren spielte Blachy auch immer wieder in Fernsehfilmen mit, seine bekannteste und größte Rolle war 1971 die des Onkel Manoah in der 13-teiligen Reihe So zärtlich war Suleyken nach der gleichnamigen Erzählung von Siegfried Lenz.
Von Mitte der 1960er bis Mitte der 1970er Jahre sah man ihn mit Gastrollen in einer Reihe von TV-Serien, darunter Gertrud Stranitzki, Hauptstraße Glück, Ein Jahr ohne Sonntag, Hamburg Transit und Hoftheater. Kurt Blachy / Blachnitzky hat auch in diversen Hörspielen (von Johanna Spyris Heidi bis zu Karl Mays Der Ölprinz) mitgewirkt.
Blachnitzky war von 1934 bis 1940 mit der Schauspielerin Irene Hübner verheiratet.

## Filmografie
- 1922/23: Jolly Bill (Serie, auch Drehbuchmitarbeit)
- 1924: Deutsche Helden in schwerer Zeit (Ko-Regie)
- 1926: Des Königs Befehl
- 1926: Bismarck 1862-1898
- 1926: Nixchen
- 1929: Was eine Frau im Frühling träumt (auch Drehbuchmitarbeit)
- 1929: Die Todesfahrt im Weltrekord
- 1929: Die Garde-Diva
- 1929: Rosen blüh’n auf dem Heidegrab
- 1930: Stürmisch die Nacht
- 1934: Der blaue Diamant
- 1935: Tausend Mark Belohnung (Kurzfilm)
- 1939: Tante Sidonies Erbe (Kurzfilm)
- 1940: Wo Du auch bist… (Kurzdokumentarfilm)
- 1956: Glücksritter (nur Schauspieler)
- 1959: Der blaue Nachtfalter (nur Schauspieler)
- 1960: Ich zähle täglich meine Sorgen
- 1963: Hafenpolizei (TV-Serie) – Die Falschmünzer (nur Schauspieler)
- 1968: Polizeifunk ruft – Die Sozialhelferin
- 1969: Doppelagent George Blake (nur Schauspieler)
- 1969: Ein Jahr mit Sonntag (nur Schauspieler)
- 1971: Hamburg Transit – Blondinen im Schussfeld
- 1971: So zärtlich war Suleyken (TV-Serie, nur Schauspieler)
- 1975: Hoftheater (div. Folgen als Theaterdiener Winzig)